# Одаї (Городківська сільська громада)
Одаї́ — село в Україні, у Городківській сільській громаді Тульчинського району Вінницької області. Населення становить 71 особу.

## Історія
7 (20) листопада 1917 року, відповідно до Третього Універсалу Української Центральної Ради, увійшло до складу Української Народної Республіки.
12 червня 2020 року, відповідно до розпорядження Кабінету Міністрів України від № 707-р «Про визначення адміністративних центрів та затвердження територій територіальних громад Вінницької області», село увійшло до складу Городківської сільської громади.
19 липня 2020 року, в результаті адміністративно-територіальної реформи та ліквідації Крижопільського району, село увійшло до складу Тульчинського району.

## Пам'ятка природи
- Кисерняк — ботанічна пам'ятка природи місцевого значення.